# 건원 (당)
건원(乾元, 758년 2월 ~ 760년 윤 4월)은 당나라(唐) 숙종(肅宗) 이형(李亨)의 두번째 연호이다. 2년 3개월 동안 사용하였다. 건원 연호를 개원함에 동시에 연호의 재(載)를 원상 복구하여 년(年)으로 다시 표기하게 되었다.

## 개원
- 지덕(至德) 3재 2월 5일[1](758년 3월 18일)에 연호를 건원(乾元)으로 개원함.[2][3][4][5]

- 건원(乾元) 3년 윤 4월 19일[6](760년 6월 7일)에 연호를 상원(上元)으로 개원함.[2][3][7][5]

## 연대 대조표
| 건원       | 원년       | 2년        | 3년        |
| 서기(西紀) | 758년      | 759년      | 760년      |
| 간지(干支) | 무술(戊戌) | 기해(己亥) | 경자(庚子) |

## 동시대 연호

### 한국
발해(渤海)
- 대흥(大興) (737년 ~ 793년)

### 중국
남조(南詔)
- 찬보종(贊普鍾) (752년 ~ 768년)

연(燕, 안사의 난)
- 천성(天成) (758년 ~ 759년)
- 응천(應天) (759년)
- 순천(順天) (759년 ~ 761년)

### 일본
- 덴표호지(天平寶字) (757년 ~ 765년)

## 같이 보기
- 다른 왕조의 같은 연호
  - 일본(日本) 겐겐(乾元, 1302년 ~ 1303년)

- 중국의 연호 목록